# Ілфорд (станція)
51°33′33″ пн. ш. 0°04′12″ сх. д. / 51.5592° пн. ш. 0.07° сх. д.
Ілфорд (англ. Ilford) —  залізнична станція на залізниці Great Eastern Main Line обслуговує місто Ілфорд, лондонське боро Редбридж, Східний Лондон. Розташована за 11.8 км від станції Ліверпуль-стріт. Тарифна зона — 4. Пасажирообіг за 2017 рік — 8.122 млн. осіб
Станцію було відкрито в 1839 році на залізниці Eastern Counties Railway. Станція на початок 2018 року є під орудою TfL Rail, з 2019 — Crossrail, зі станції потягами можна буде дістатися до станцій в центрі Лондона, а також до Редінга та аеропорту Лондон-Хітроу